# Henri d'Angleterre (1268-1274)
Pour les articles homonymes, voir Henri d'Angleterre.
Henri d'Angleterre, né le 6 mai 1268 et mort le 14 octobre 1274, est l'un des fils du roi d'Angleterre Édouard Ier et de son épouse Éléonore de Castille. Henri est l'héritier du trône sous le règne de son père, mais n'est jamais devenu roi, en raison de sa mort prématurée.

## Biographie
Issu de la famille des Plantagenêts, Henri est né au château de Windsor durant le règne de son grand-père paternel, Henri III. Henri est alors le cinquième enfant du prince Édouard d'Angleterre et de son épouse Éléonore de Castille. En 1270, en raison du départ de ses parents pour la neuvième croisade, le jeune Henri est éduqué aux côtés de sa sœur Aliénor et son cousin Jean de Bretagne au château de Windsor, auprès de leur grand-mère Éléonore de Provence, épouse d'Henri III. Le 3 août 1271, le frère aîné d'Henri, Jean, meurt alors qu'il est sous la garde de son grand-oncle Richard de Cornouailles. Sa mort fait d'Henri le fils aîné d'Édouard et le deuxième sur la succession au trône d'Henri III. 
À la mort du roi d'Angleterre le 16 novembre 1272, le prince Édouard accède au trône, bien qu'il soit alors toujours en Terre sainte. Le jeune Henri devient de ce fait l'héritier du trône. Toutefois, il ne reçoit aucun titre officiel intrinsèque à son statut d'héritier, le titre de prince de Galles n'étant attribué à l'héritier du trône d'Angleterre qu'en 1301. Au cours de l'année 1273, les parents d'Henri entament leur lent retour vers l'Angleterre et marquent une étape en Aquitaine. Le roi Édouard Ier profite de l'occasion pour fiancer son héritier avec Jeanne, unique fille et héritière du roi Henri Ier de Navarre. La mort du roi de Navarre en juillet 1274, suivie du départ de la jeune Jeanne pour la France, met en revanche un terme au projet matrimonial.
Les parents d'Henri rentrent enfin en Angleterre en août 1274. Le prince héritier les rejoint à Canterbury et assiste à plusieurs cérémonies pour célébrer leur retour, dont leur couronnement, célébré à l'abbaye de Westminster le 19 août. Pourtant, au début du mois de septembre, Henri tombe gravement malade à Guildford. Aucun de ses parents ne fait alors le court voyage depuis Londres pour venir le voir. Comme Henri est un enfant fragile, la gravité de sa maladie n'est sans doute pas prise au sérieux par ses parents. Le prince est accompagné dans son agonie par sa grand-mère, la reine douairière Éléonore de Provence, qui s'occupe de lui depuis quatre ans et est plus apte à le réconforter. Henri meurt finalement le 14 octobre 1274 et est enterré à l'abbaye de Westminster. Son frère cadet Alphonse lui succède en tant qu'héritier au trône.